# Szuzuki Maszae
Szuzuki Maszae (鈴木 政江; Hepburn: Suzuki Masae) (Csiba, 1957. január 21. –) japán válogatott labdarúgó.

## Klub
A labdarúgást a Mitsubishi Heavy Industries csapatában kezdte. 1985-ben a Nissan FC Ladies csapatához szerződött. 1990-ben a Nikko Securities Dream Ladies csapatához szerződött. 1991-ben vonult vissza. 2002 és 2004 között a JEF United Ichihara csapatában játszott.

## Nemzeti válogatott
1984-ben debütált a japán válogatottban. A japán válogatott tagjaként részt vett az 1991-es világbajnokságon. A japán válogatottban 45 mérkőzést játszott.

## Statisztika
| Japán válogatott | Japán válogatott | Japán válogatott |
| Időszak          | Mérk.            | gól              |
| ---------------- | ---------------- | ---------------- |
| 1984             | 1                | 0                |
| 1985             | 0                | 0                |
| 1986             | 13               | 0                |
| 1987             | 4                | 0                |
| 1988             | 3                | 0                |
| 1989             | 9                | 0                |
| 1990             | 5                | 0                |
| 1991             | 10               | 0                |
| Összesen         | 45               | 0                |

## Sikerei, díjai
Japán válogatott
- Ázsia-kupa:  Ezüst; 1986, 1991,  Bronz; 1989